# Maedi-Visna-Virus
Das Maedi-Visna-Virus (MVV), auch Visna-Maedi-Virus (VMV) oder Visna-Lentivirus (VLV) ist ein RNA-Virus und gehört zur Familie der Retroviren (Retroviridae), Gattung Lentiviren. „Maedi“ und „Visna“ leiten sich aus isländischen Bezeichnungen ab (isländisch: mæði, „Atemnot“ bzw. „Erschöpfung“ und visna, „verwelken“). Die Benennung nimmt Bezug auf die beiden Hauptformen der durch das Virus hervorgerufenen Maedi-Visna-Erkrankung.
Das MVV ist sowohl mit dem CAE-Virus der Ziegen (Caprines Arthritis-Enzephalitis-Virus) als auch mit HIV des Menschen verwandt. MVV wurde in Europa, Nordamerika, Neuseeland und einigen afrikanischen und südamerikanischen Ländern beobachtet. In Ozeanien ist es unbekannt.
MVV verursacht bei Schafen chronische Erkrankungen sowohl der Lunge (Maedi) als auch des zentralen Nervensystems (Visna). Des Weiteren sind bei diesen Tieren in seltenen Fällen auch chronische Mastitiden (Euterentzündungen) und Arthritiden (Gelenkentzündungen) bekannt geworden. In jedem Falle ist das die Krankheit bedingende Virus das gleiche.
Die Infektion erfolgt bei intensivem Kontakt von Schaf zu Schaf bzw. über die Milch (laktogen) vom Muttertier auf das Lamm. Wahrscheinlich ist dabei der Austausch von Blut oder anderen Körpersekreten notwendig, es ist aber auch bekannt, dass die Übertragung durch Tröpfcheninfektion (aerogen) möglich ist. Auch die Übertragung durch Impfnadeln wird diskutiert. Texelschafe und Ostfriesische Milchschafe sollen eine besondere Empfindlichkeit gegenüber MVV-Infektionen aufweisen.
Die Inkubationszeit beträgt maximal etwa 5–6 Jahre (andere Quelle: 2–3 Jahre). Es handelt sich daher um eine sogenannte slow virus infection (englisch für „langsame Virusinfektion“). Infizierte Lämmer können jedoch erste Symptome bereits einen Monat nach der Geburt zeigen.